# كلية النسور الجامعة
كلية النسور الجامعة هي كلية أهلية تقع في مدينة بغداد في العراق.
أسست الكلية سنة 2012 بموجب قرار مجلس الوزراء وحصلت الكلية على اعتراف وزارة التعليم العالي والبحث العلمي في عام 2014.
يمكنك الاطلاع على قائمة الجامعات والكليات في العراق.

## الأقسام
تضم الكلية الأقسام التالية:
- قسم القانون
- قسم هندسة تقنيات الحاسبات
- قسم إدارة الأعمال
- قسم تقنيات التحليلات المرضية
- قسم اللغة الإنكليزية
- قسم التربية التربية البدنية وعلوم الرياضة
- قسم التخدير
- قسم الأشعة والسونار
- قسم الصيدلة
- قسم هندسة تقنيات الأجهزة الطبية
- قسم هندسة تقنيات الأمن السيبراني
- قسم اقتصاديات النفط والغاز
- قسم الاعلام
- قسم الكلى الصناعية
- قسم الرقابة المحاسبية والمالية